# NGC 6967
NGC 6967 ist eine linsenförmige Galaxie vom Hubble-Typ S0-a im Sternbild Aquarius auf dem Himmelsäquator. Sie ist schätzungsweise 175 Millionen Lichtjahre von der Milchstraße entfernt.
Das Objekt wurde am 27. August 1857 vom irischen Astronomen R. J. Mitchell, einem Assistenten von William Parsons, entdeckt.